# Bárbara Dührkop Dührkop
Bárbara Dührkop Dührkop, ursprungligen Iris Barbara Dührkop, född 27 juli 1945 i Hannover, är en spansk politiker (socialdemokrat). Hon är uppvuxen i Sverige och talar flytande svenska.
Dührkop, bosatt i San Sebastián i Baskien, var ledamot av Europaparlamentet från 1987 till 2009. Hennes make Enrique Casas, också politiker, mördades av en Comandos Autónomos Anticapitalistas-sympatisör 1984.